# Keltiska tigern

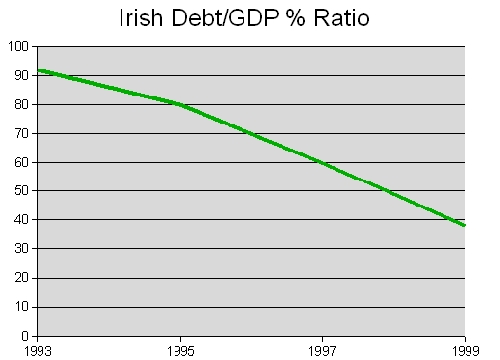
Republiken Irlands sjunkande statsskuld åren 1993 till 1999.

Keltiska tigern är ett begrepp för den ekonomiska tillväxten i Republiken Irland under perioden 1995–2007, som avslutades med den globala finanskrisen 2008–2009. Bruttonationalprodukten växte med mellan 6 och 11 procent per år. Därefter försämrades ekonomin 2008, och BNP spåddes sjunka med 14 procent fram till 2010.
Begreppet keltiska tigern  används både om landet och åren av högkonjunktur. Första dokumenterade användandet av begreppet dateras till 1994, i en Morgan Stanley-rapport av Kevin Gardiner.
Vilda tigrar lever inte i Irland, men begreppet för tankarna till De fyra tigrarna i Asien – Sydkorea, Singapore, Hongkong och Taiwan – som växte starkt i slutet av 1980-talet och början av 1990-talet. Perioden har också kallats "högkonjunkturen" ("the boom") eller "Irlands ekonomiska mirakel" ("Ireland's Economic Miracle")..
Bland orsakerna till Irlands framsteg kan nämnas EU-finansierade satsningar på infrastruktur, sänkning av bolagsskatter och en fredlig lösning av Nordirlandskonflikten.
Tidigare var Irland ganska fattigt med västerländska mått.